# Secondos-Programm
Das Secondos-Programm der Universität Regensburg richtet sich an Studierende, die in Deutschland mit einem zweiten sprachlichen und kulturellen Hintergrund aufgewachsen sind.
„Secondos“ ist ein in der Schweiz gebräuchlicher Begriff und bezeichnet die in der zweiten bzw. weiteren Generation befindlichen Nachkommen von Zuwanderern.
Mit dem Programm erhalten Studierende die Möglichkeit, das Potenzial ihres bikulturellen Hintergrunds innerhalb des Studiums an der Universität Regensburg zu entfalten und für ihre berufliche aber auch persönliche Zukunft nutzbar zu machen.
Das Secondos-Programm kann insbesondere mit allen Bachelor-Studiengängen an der Universität Regensburg kombiniert werden. Studierende besuchen studienbegleitende Sprach- und Landeskundekurse und werden auf die wichtigste Phase des Programms vorbereitet, nämlich den Auslandsaufenthalt an der Partneruniversität im Herkunftsland. Am Ende des Studiums erhalten sie zusätzlich zu ihrem Bachelor-Zeugnis ein Secondos-Zertifikat. Darin wird bescheinigt, dass sie interkulturell bestens ausgebildet und erfahren sind. Studierende in Masterstudiengängen oder Staatsexamensfächern können ebenfalls von verschiedenen Angeboten des Programms profitieren.
Teilnehmen können auch Studierende, die keine Secondos sind, aber anderweitig ein ausgeprägtes Interesse an einem der Partnerländer haben.
Derzeit (2014) wird das Programm für Studierende mit einem Hintergrund zu den Ländern Kroatien, Polen, Rumänien, Russland, der Ukraine und Ungarn angeboten. Die Aufnahme weiterer Länder ist geplant.

## Programminhalte
- Studienbegleitende Sprachkurse in der Herkunftssprache
- Studium im Herkunftsland

## Zusatzangebote
- Regelmäßige Secondos-Treffen
- Beratung zu Sommersprachkursen und Stipendien für Sommersprachkursen
- Beratung zu Landeskundekursen an der UR
- Beratung zu Praktika
- Vermittlung von Forschungspraktika für Studierende des Faches Chemie
- Teilnahme am Tandem-Programm

## Modell eines Studienverlaufs
| 1. Studienabschnitt an der Universität Regensburg                                 | - Studium im Bachelor-Fach nach Wahl - Vorbereitung auf den Auslandsaufenthalt durch den Besuch von studienbegleitenden Sprach- und Landeskundekursen - Teilnahme an weiteren Secondos-Angeboten (Secondos-Treffen, Tandem-Austauschprogramm u. a.) |
| 2. Studienabschnitt: 1 oder 2 Semester an der Partneruniversität im Herkunftsland | - Fortsetzung des Studiums auf der Basis von learning agreements |
| 3. Studienabschnitt an der Universität Regensburg                                 | - Fortsetzung des Studiums - Studienbegleitende Sprach- und Landeskundekurse - Erlangung des Bachelor-Abschlusses der UR - Aushändigung des Secondos-Zertifikats                                                                                    |

## Partneruniversitäten und -länder
- Kroatien: Universität Zagreb (kroat. Sveučilište u Zagrebu)
- Polen: Jagiellonen-Universität (poln. Uniwersytet Jagielloński)
- Rumänien: Babeș-Bolyai-Universität Cluj (rumän. Universitatea Babeș-Bolyai)
- Russland: Staatliche Universität Kasan (russ. Казанский федеральный университет)
- Ukraine: Nationale Taras-Schewtschenko-Universität Kiew (ukr. Київський національний університет імені Тараса Шевченка)
- Ungarn: Universität Pécs (Fünfkirchen) (ung. Pécsi Tudományegyetem)

Weitere Partnerschaftsabkommen sind mit Universitäten in den Ländern Serbien, Slowakei und Tschechien geplant.

## Mehrwert für Teilnehmer
- Bewusstmachen des unschätzbaren Vorteils eines zweiten sprachlichen und kulturellen Hintergrunds
- Nutzbarmachen des Potentials des zweiten sprachlichen und kulturellen Hintergrunds
- Durchlaufen eines dreijährigen Bachelorstudiums mit integriertem Auslandsaufenthalt ohne Zeitverlust
- Erhalt eines Secondos-Zertifikats am Ende des Studiums
- Kontakt zu potentiellen künftigen Arbeitgebern, die in einem internationalen und interkulturellen Umfeld agieren
- Kontakte zu anderen Secondos

## Auszeichnungen
- Preis „go out! Studieren weltweit“ des DAAD und des BMBF 2014[1]
- Deutscher Arbeitgeberpreis für Bildung 2011[2]